# Lennart Lindroos
Lennart Lindroos né le 2 décembre 1886 à Helsinki et mort le 26 juillet 1921 est un nageur finlandais qui participe aux Jeux olympiques de Stockholm en 1912.

## Biographie
Il est champion de Finlande du 200 mètres brasse en 1910 et champion de Finlande du 100 mètres dos en 1911, établissant au passage le record de Finlande en 1 min 36 s 4, ainsi qu'en 1912.
Aux Jeux olympiques de Stockholm en 1912, il est engagé sur les 200 mètres et 400 mètres brasse. Qualifié pour la demi-finale du 200 mètres brasse, au titre du meilleur troisième avec un temps de 3 min 16 s 4, il améliore son temps en nageant 3 min 11 s 6, insuffisant pour entrer en finale. Sur le 400 mètres, il passe à nouveau le stade des séries, avec un temps de 7 minutes. Il s'arrête à nouveau en demi-finale, avec quasiment le même temps de 7 min 0 s 4.